# Port lotniczy Chambéry-Savoie
Port lotniczy Chambéry-Savoie (IATA: CMF, ICAO: LFLB) – port lotniczy położony w Savoie, w pobliżu Chambéry, w regionie Rodan-Alpy, we Francji.

## Linie lotnicze i połączenia
| Linia lotnicza  | Kierunek |
| --------------- | --- |
| British Airways | Sezonowo: 1. Londyn-City 2. Londyn-Gatwick (od 14 grudnia 2024) |
| Jet2.com        | Sezonowo: 1. Birmingham 2. Bristol 3. Edynburg 4. Leeds/Bradford 5. Londyn-Stansted 6. Manchester                                                                        |
| TUI Airways     | Sezonowo: 1. Birmingham 2. Bristol 3. Cardiff (od 21 grudnia 2024) 4. East Midlands 5. Edynburg 6. Exeter 7. Glasgow 8. Londyn-Gatwick 9. Londyn-Stansted 10. Manchester |